# پیر دو هرن
پیر دو هرن (زاده ۲۴ ژوئیه ۱۹۰۴ – درگذشته ۲۵ سپتامبر ۱۹۷۲) کارگردان فرانسوی بود.

## اوایل زندگی
پیر دو هرن در ۲۴ ژوئیه ۱۹۰۴ در آویلی-سن-لئونارد، اوز، فرانسه به دنیا آمد.پدرش، فرانسوا دو هرن، نقاش بود. مادرش یوژنی هاردون بعداً با مارشال فیلیپ پتن ازدواج کرد که ناپدری او شد.

## مرگ
دو هرن در ۲۵ سپتامبر ۱۹۷۲ در پاریس درگذشت.